# 帝寶工業
帝寶工業，為一家總部位於臺灣的汽車零件供應商，主要製品是汽車車燈。
在台灣證券交易所上市，股票代號為6605。

## 歷史沿革
- 2015年5月: 通過CNS 15506:2011/OHSAS 18001:2007認證。
- 2014年12月: 2014年榮獲國際品牌評鑑機構評選為台灣全球知名國際品牌 TOP 35
- 2014年2月: 台北營業部辦公室喬遷至新辦公大樓。
- 2013年8月: 全面推動 PLM 及表單電子化作業 ; 大陸寧波廠建廠完成。
- 2013年5月: 通過AEO安全認證優質企業。
- 2012年12月: 響應政府台商回流-新營廠擴廠增產。
- 2011年5月: 鹿港廠區新模具廠正式運作。
- 2010年10月: 2005年至2010年連續六年榮獲台灣前二十大國際品牌。
- 2007年3月: 資本額達新台幣1,598,000,000元。
- 2006年2月: 取得 ISO 14001 認證。
- 2005年11月: 取得 CAPA 認證。
- 2004年6月: 取得 TS 16949 認證。
- 2004年3月: 成為股票上市公司。帝寶工業在台灣證券交易所股票上市，股票代號為6605。
- 2002年11月: 取得 ISO 9001 & QS 9000 認證。資本額達新台幣954,000,000元。
- 2002年8月: 正式更名為 "帝寶工業股份有限公司"。執行一廠的擴廠計劃，預計擴建至39,632 平方公尺。資本額達新台幣919,000,000元。
- 2001年11月: 成立帝寶教育基金會。
- 1998年8月: 取得 QS 9000 認證。
- 1997年8月: 取得 ISO 9002 認證。
- 1996年1月: 取得 SAE 認證。
- 1993年4月: 取得 E-Mark 認證。
- 1991年3月: 增資至新台幣五千萬元，擴建一廠為3,025平方公尺。
- 1987年10月: 於台南成立大燈製造廠。同年，成立台北業務辦事處。
- 1982年10月: 成立外銷部門以建立海外市場。
- 1981年8月: 成立模具自製開發體系，引進精密塑膠射出設備。從此展開車燈產品由開發，生產到銷售一貫體系。
- 1980年4月: 增資至新台幣一百萬元，增設塑膠射出部門，開始投入車燈塑膠零件生產。
- 1978年5月: 於工廠遷移至鹿港鎮(一廠現址)，成立衝押板金部門，並將於台中設立營業分部。至此加入車燈鐵製品零件生產的行列。
- 1977年5月: 本公司的前身-銘洋行，初期資本額為新台幣壹拾萬元。以車燈零件買賣業務為主。

## 外部連結
- 帝寶工業
- 帝寶工業(中文)
- 台灣國際20大品牌之品牌故事- 帝寶工業- YouTube
- 黑手老闆打造車燈王國帝寶工業-許敘銘 - 中華徵信所 （页面存档备份，存于）
- 隱身鹿港小鎮的傳產股股王 （页面存档备份，存于）
- 帝寶工業：叫我傳產新股王！ （页面存档备份，存于）
- 發掘隱形冠軍：獨家專訪帝寶(6605) （页面存档备份，存于）
- 財政部關務署_帝寶工業股份有限公司舉行優質企業(AEO) （页面存档备份，存于）
- 帝寶工業董事長許敘銘用饅頭花生糖換訂單 （页面存档备份，存于）
- 財團法人帝寶教育基金會 （页面存档备份，存于）
- 「帝寶」千人午餐！YouTube （页面存档备份，存于）